# Gli svizzeri
(Il signor Rezzonico e/o Hüber alla fine di ogni episodio)

Gli svizzeri, ovvero (da sinistra): il signor Rezzonico, il poliziotto Hüber e lo stilista Fausto Gervasoni

Gli svizzeri è il nome con cui vengono comunemente identificati tre personaggi inventati e interpretati dal trio comico Aldo, Giovanni e Giacomo: il signor Rezzonico, il poliziotto Hüber e lo stilista Fausto Gervasoni.

## Origine
I tre personaggi vennero ideati nel 1996 al fine di realizzare una parodia del contemporaneo programma di Raitre Ultimo minuto, incentrato sulla narrazione di storie di gente comune che si trovava ad affrontare situazioni di pericolo anche mortale, riuscendo sempre a salvarsi. Il trio comico decise poi di ambientare tale parodia nella Svizzera sud-orientale, ritenendo particolarmente interessante e fonte di ulteriori spunti comici l'adozione come location di uno dei pochi territori al di fuori dell'Italia in cui la lingua italiana è correntemente parlata.

## Descrizione
Vennero realizzati vari sketch comici, narrati dalla voce fuori campo di Maurizio Trombini, ambientati in una stereotipata realtà svizzera.
Data la natura parodistica del progetto, il pericolo è il tema centrale di tutte le vicende, in larga parte imperniate sull'odio e l'invidia che lo stilista Gervasoni nutriva nei confronti del tranquillo vicino di casa, il signor Rezzonico, il quale peraltro non ricambiava affatto tali sentimenti, anzi addirittura non li notava e considerava ingenuamente l'uomo come uno dei suoi migliori amici. Gervasoni arrivava più volte ad attentare alla vita del suo dirimpettaio, che ciò nonostante veniva sempre salvato dal provvidenziale arrivo di Hüber, solerte poliziotto dal grilletto facile e con un eccellente "fiuto" nell'intuire i guai in cui di volta in volta si cacciava Rezzonico; tuttavia l'operato fuori dalle righe di Hüber finiva quasi sempre per nuocere mortalmente a persone terze, capitate nel posto sbagliato al momento sbagliato.
Il debutto avvenne in televisione nell'edizione 1996-1997 di Mai dire Gol, ove furono protagonisti di 18 episodi della durata di circa 3-4 minuti l'uno, trasmessi in collegamento con la fittizia TV Svizzera. Divenuti in breve tra i più noti personaggi del trio comico, nel 1999 vennero riproposti all'interno dello spettacolo teatrale Tel chi el telùn, per poi essere protagonisti nel 2001 di un intero show teatrale a loro dedicato, Potevo rimanere offeso!, composto da una parte degli sketch in cui apparivano. Nel 2016 i personaggi riapparvero nel film Fuga da Reuma Park.
Gli sketch furono interamente girati in Italia, perlopiù nel quartiere di Milano 2 a Segrate.

## I personaggi

### Il signor Rezzonico
(Frase ricorrente pronunciata da Rezzonico dopo essere stato salvato da Hüber)
Il signor Rezzonico, chiamato abitualmente con il solo cognome, è il protagonista dei surreali episodi della Tv Svizzera. Uomo baffuto e con una folta capigliatura nera spettinata, si caratterizza per l'evidente sigmatismo che ne rende difettosa la pronuncia. Vive presso il Residence "Stella alpina" insieme al suo cane Augenthaler ed è molto ghiotto di ghiacciolo al tamarindo.
Un'altra caratteristica di Rezzonico è l'essere costantemente affetto da malesseri di ogni genere, diversi in ogni sketch: infezione pelvica, singulto parossistico antiperistaltico, cataratta in stato avanzato, morbo di Dupuytren, spondiloartrosi bilaterale ed altri.
Egli tratta con cordialità e considera come un amico il popolare stilista Fausto Gervasoni, suo vicino di casa, che invece lo detesta profondamente e s'ingegna in ogni modo per nuocergli e tentare di ucciderlo. A causa sia della sua sbadataggine che delle imboscate di Gervasoni, Rezzonico è continuamente vittima di incidenti bizzarri che gli fanno rischiare la vita, come rimanere con la lingua attaccata al ghiaccio del congelatore mentre tenta di prendere un ghiacciolo, oppure sbattere la testa dentro il forno (che sta accendendo per preparare una torta) a causa del singhiozzo e perdere i sensi rischiando di morire soffocato dal gas lasciato aperto.
A salvare Rezzonico da morte certa è sempre il poliziotto Hüber, che però, nelle sue scombinate azioni di soccorso, finisce per uccidere quasi sempre un buon numero di altre persone a colpi di pistola per motivi assurdi: non esita ad esempio a fare fuoco contro una persona che calpesta un'aiuola, un automobilista che parcheggia in divieto di sosta, un netturbino che stava per caricare Rezzonico (che si era nascosto in un sacco dell'immondizia giocando a nascondino e lì era rimasto intrappolato) sul camion della nettezza urbana, un uccellino colpevole di aver fatto il nido dove non poteva, un'infermiera accusata di rischiare di attaccargli il raffreddore, o anche innocenti passanti colpevoli solo di essersi trovati sulla sua strada mentre lui correva al salvataggio di Rezzonico.
Rezzonico ha anche un fratello, collega di Hüber alla polizia svizzera: tale personaggio, interpretato da Giacomo Poretti, è apparso solo nella puntata d'esordio dello sketch. Non è molto chiara la situazione sentimentale di Rezzonico: nel primo episodio la voce narrante afferma che Rezzonico ha una moglie di nome Elide, tuttavia dalla 14ª puntata gli si affianca la signorina Ulrike, presentata come la "sua fidanzata", portinaia del condominio in cui egli risiede. Nell'8ª puntata, ambientata nel "giorno della Merla", l'8 gennaio, nel corso del quale la voce narrante asserisce che, per legge, su tutto il territorio di Viganello - località spesso indicata come location degli sketch - le coppie scoperte pubblicamente in atteggiamenti licenziosi vengono obbligate a unirsi in matrimonio il dì seguente, Rezzonico viene quasi costretto a sposare Petra Cazzaniga, la più nota fotomodella dei Grigioni: l'ennesimo intervento di Hüber, che uccide il sindaco celebrante, la stessa Petra e il fotografo, sventa il matrimonio e consente a Rezzonico di ritornare con la fidanzata Ulrike.

### Fausto Gervasoni
(Gervasoni, riferendosi al signor Rezzonico, nell'episodio Il giorno della Merla)
Fausto Gervasoni, detto "Gerva", apparso per la prima volta nella 2ª puntata, è definito come "il più affermato stilista del Canton Ticino". Vive anche lui al Residence "Stella Alpina" ed è il vicino di casa ed eterno rivale del signor Rezzonico, che odia e invidia sfrenatamente (non ricambiato), probabilmente a causa degli scherzi e delle batoste che Rezzonico gli rifila di continuo nelle circostanze più varie, ad esempio giocando a ping pong, alla maratona Stralugano, in una battuta di raccolta dei funghi, in una partita ad hockey su ghiaccio e nel rapporto con le donne. Gervasoni tenta regolarmente di attentare alla vita di Rezzonico o comunque di fargli del male (ad esempio travestendosi da suora e iniettando del veleno nella flebo di Rezzonico durante un ricovero in ospedale), ma i suoi tentativi vanno sempre a monte grazie all'intervento di Hüber. Nella 6ª puntata asserisce di essere molto ghiotto di castagnaccio; nella 7ª puntata rivela invece che il suo gioco preferito è nascondino, che sembra essere anche l'unico gioco in cui riesce a battere Rezzonico (nel corso della puntata dichiara infatti di averlo sempre battuto). Afferma inoltre di possedere diversi serpenti come animali domestici: uno di essi, un pitone di nome Guglielmo, sfuggito al suo controllo, cercherà di aggredire Rezzonico e successivamente, dopo che Rezzonico sarà stato salvato da Hüber, ucciderà un altro condomino.

### Il poliziotto Hüber
(Classico commento di Hüber)
Hüber, noto anche come il poliziotto più solerte di tutto il Canton Ticino, il Robocop elvetico, il Rambo rossocrociato, lo Schwarzenegger di Mendrisio o il segugio di Bizzarone, è un agente della polizia cantonale. Per Rezzonico rappresenta un vero e proprio angelo custode, in quanto sembra possedere uno sviluppato sesto senso, che gli consente di capire sempre per tempo e con incredibile precisione quando Rezzonico è in pericolo (o perché ha avuto un imprevisto o perché Gervasoni ha tentato di ferirlo) e cosa gli sta succedendo, e una grande intraprendenza che gli fa sempre venire l'idea migliore per raggiungerlo e salvarlo da morte certa. Nel corso dei salvataggi, o anche quando è semplicemente in servizio, non esita a sparare e uccidere anche molte persone per futili motivi (calpestio di aiuole, rumori molesti, sosta in divieto, attraversamento di strada). In un'occasione dichiara che quando non sta lavorando solitamente si dedica al suo hobby preferito, cioè pattugliare le strade della zona.
Nell'ultima puntata è lui stesso la causa della apparente morte di Rezzonico e di Gervasoni: egli si trova nello spazio insieme ai due alla ricerca di piante di cioccolato mandorlato, e mentre corre il rischio di morire soffocato (gli altri due non si erano accorti di nulla perché impegnati a giocare a Tetris) e viene salvato da Superalga (Marina Massironi), gli parte un colpo dalla pistola che fa esplodere la navicella con dentro Rezzonico e Gervasoni.